# 拉茲迪亞伊區
拉茲迪亞伊區是立陶宛阿利圖斯縣内的市镇，行政中心为拉茲迪亞伊镇。市镇面積为1,309平方公里，2020年人口数量为18,324人。